# Monumento a Yermak
El monumento a Yermak en Novocherkassk (en ruso: Памятник Ермаку в Новочеркасске ) es una obra escultórica en honor a Yermak Timoféyevich, un  atamán cosaco que comenzó la conquista rusa de Siberia. El monumento se considera un objeto de patrimonio cultural de importancia federal. 

## Historia

### Proyecto del monumento
1870 fue el año del 300 aniversario de ejército del Don. El 21 de mayo, durante las festividades celebradas en Novocherkask, los cosacos, representados por el Jefe del Estado Mayor del Ejército, el mayor general Nikolai Leonov le entregaron un memorando a Alejandro III (en ese momento era el heredero del trono ruso) con una solicitud de construcción de un monumento al legendario conquistador de Siberia en la capital de los cosacos del Don. En el mismo año, se emitió la resolución más alta sobre la satisfacción de la petición y un decreto sobre la apertura de una suscripción para recaudar los fondos necesarios. Sin embargo, la suscripción se retrasó debido a la guerra ruso-turca de 1877-1878. Durante 27 años se recolectó efectivo por la cantidad de 92,000 rublos, y el resto de la suma (aproximadamente 40,000 rublos) la donó de su tesorería la Administración del Ejército cosaco.
En 1889 se estableció una comisión especial para la construcción del monumento Yermak, con la participación de varios filántropos y funcionarios estatales. En todo el imperio ruso se anunció una competencia por el mejor proyecto del monumento. Se consideraron distintos proyectos.
El primer proyecto del monumento fue diseñado por el escultor Mark Antokolsky en 1891, pero este no fue aprobado. El proyecto del escultor Mikhail Mikeshin, quien también diseñó el monumento "Milenario de Rusia" en Novgorod (1862) tampoco fue aprobado, debido a que el Yermak se alzaba sobre el águila bicéfala, el emblema del zar. El diseño de este proyecto está ahora en exhibición en el Museo de Historia del Don de los cosacos. 
Mikeshin propuso una nueva versión del monumento a Yermak, teniendo en cuenta los comentarios oficiales realizados. Este proyecto fue adoptado por la Comisión en 1896, pero en el mismo año Mikeshin falleció. Los años siguientes llevaron a Vladimir Beklemishev a trabajar en el monumento.

### Construcción
El 6 de mayo de 1903, en la Plaza de la Catedral en Novocherkassk tuvo lugar un acto ceremonial sobre el monumento a Yermak. El lugar fue consagrado y los habitantes de Novocherkassk lo llenaron con flores. 
El 6 de mayo de 1904, exactamente un año después de la fecha de fundación, comenzó la gran inauguración del monumento. La procesión con insignias del ejército y banderas de batalla pasó de la Plaza del Museo Don al monumento del Atamán de Don. Después de la proclamación del recuerdo eterno del conquistador de Siberia, Konstantin Maksimovich abrió la cortina del monumento. Todos los que se pararon allí por primera vez vieron la majestuosa imagen de Yermak agarrando la bandera de batalla en una mano, y la corona de la Siberia conquistada en la otra mano.

## Descripción
La escultura de 4 metros está montada en una roca de granito. En su mano izquierda, Ermak sostiene una pancarta, y en la mano derecha la corona siberiana, que simboliza las tierras conquistadas de Siberia, que presentó al estado ruso. En la parte frontal del pedestal hay una inscripción: "A Yermak 1904 del pueblo del Don 1581" (el año de la apertura del monumento y el año del comienzo de la conquista del kanato de Siberia). En el reverso del pedestal hay palabras inscritas en oro: "al Atamán del Don, Yermak Timoféyevich, el conquistador de Siberia, de una posteridad agradecida. En honor al tricentenario del Don. Descansé en paz en las olas del Irtysh el 5 de agosto de 1584." Y allí están también las palabras del historiador ruso Nikolai Karamzin: "Rusia, su historia y la iglesia rusa siempre recordarán a Yermak". El pedestal está rodeado por una cadena sobre pilares de granito. 